# Jászberény
Jászberény es una ciudad (város) en el condado de Jász-Nagykun-Szolnok, en Hungría. Se encuentra a orillas del río Zagyva, que va a parar al Tisza, afluente del Danubio. La ciudad está situada a unos 80 km de Budapest y a unos 45 de Szolnok.
Se especula con que Atila pudiera estar enterrado en Jászberény.

## Historia
En la región se estableció en el siglo XIII el pueblo yásico (jász).

## Ciudades hermanadas
Jászberény está hermanada con:
- Conselve, Italia
- Sedalia, Estados Unidos
- Sucha Beskidzka, Polonia
- Vechta, Alemania
- Yazd, Irán
- Tiáchiv, Ucrania